# Operacije Saveznika u Apuliji
Apulija (tal. Puglia), regija u jugoistočnoj Italiji, površine 19,358 km2 s 4,063,888 stanovnika (2011). Regiju čine pokrajine Foggia, Bari, Taranto, Lecce i Brindisi. Prema geomorfološki može se podijeliti na 4 različita područja:
1. Gargano – većim dijelom planinski reljef s najvećim vrhom Monte Calvo (1056 m)
2. Tavoliere – ravnica u okolini Foggie
3. Murge – vapnenačka visoravan visine 686 m, oskudna u vodi
4. Salentina – ravnica na istoimenom poluotoku

Cijela regija dobro je prometno povezana lako je prolazna, u njoj ima nekoliko luka velikog kapaciteta kao što su Taranto, Bari, Brindisi.

## Položaj snaga i priprema
Tijekom Drugog svjetskog rata, a još u toku pregovora o zaključivanju primirja s Italijom, general Eisenhower odlučio je u Tarantu iskrcati britansku 1. zračno-desantna diviziju (1. zdd) sa zadatkom da uspostavi kontakt s talijanskim snagama u Apuliji i pomogne im protiv Nijemaca kada bude objavljeno primirje.

## Tijek ratnih djelovanja
Britanska 1. zdd, prebačena je 9. rujna ratnim brodovima u Taranto koji je istog dana zauzet bez otpora. Dijelovi njemačke. 1. padobranske divizije (1. pad d) povukli su se na sjever rušeći i uništavajući prometnice. Narednih dana dijelovi 1. zdd došli su u vezu s tal. snagama kod Barija. Zbog djelovanja britanskog 13. korpusa (13. k) u Kalabriji i iskrcavanja američke 5. armije kod Salerna, Nijemci su bili primorani nastaviti povlačenje iz Apulije.
Prednji dijelovi 1. zdd lagano su ih progonili i 16. rujna stupili u dodir s kanadskom 1. pješačkom divizijom (1. pd) južno od Potenze. Pod pritiskom prednjih dijelova 1. zdd i 1. pd, Nijemci su 23. rujna napustili Altamuru. Tijekom noći s 22. na 23. rujna u Bariju su se iskrcali dijelovi britanske 78. pd i 4. oklopne brigade (4. okl. br) i odmah krenuli prema rijeci Ofanto, gdje su izbili 24. rujna. 
Kako je za to vrijeme u Tarantu iskrcano zapovjedništvo brit. 5. k. i indijske (ind.) 8. pd, zapovjednik britanske. 8. armije, general Montgomery je 25. rujna pregrupirao snage prebacujući težište na desno krilo. Britanski 13. k (kanadska 1. pd, brit. 78. pd i 2 okl. br) dobio je zadatak da zauzme Foggiu, a brit. 5. pd da kod Potenze kao oslonac za pokret i vezu između brit. 13. k i američke 5. armije, dok je brit. 5. k (brit. 1. zdd i ind. 8. pd) zadržan u pričuvi kod Taranta. 
Pošto su komunikacijski pravci prebačeni iz Kalabrije u Apuliju i porušene komunikacije, brit. 8. armija je nastavila operacije tek 27. rujna kada su prednji dijelovi brit. 78. pd zauzeli Foggiu. Do 1. listopada Nijemci su se povukli na lijevu obalu rijeke Biferno, prepuštajući brit. 8. armiji cijelu Apuliju. 

## Posljedice
Oslobađanjem Apulije Saveznici su apulijskim lukama dobili oslonac za daljnje operacije prema sjeveru, a veliki talijanski i njemački vojni aerodromi kod Foggie poslužili su im kao baza s kojih je njihovo strateško zrakoplovstvo proširilo djelovanje na industrijske objekte u Austriji i Čehoslovačkoj, a naročito na izvore nafte kod Ploieştija u Rumunjskoj. 